# Selas
Selas es un municipio y localidad española de la provincia de Guadalajara, en la comunidad autónoma de Castilla-La Mancha. El término municipal cuenta con una población de 35 habitantes (INE 2024).

## Geografía
Integrado en la comarca del Señorío de Molina, se sitúa a 117 km de la capital provincial. El término municipal está atravesado por la carretera nacional N-211 entre los pp.kk. 35 y 40.
El relieve del municipio se caracteriza por la elevada altitud del Sistema Ibérico castellano. La altitud del municipio oscila entre los 1472 m en la sierra de Selas y los 1180 m en la ribera del río Mesa, que nace en el territorio. El pueblo se alza a 1219 m sobre el nivel del mar. El extremo sur del municipio forma parte del parque natural del Alto Tajo.
| Noroeste: Anquela del Ducado          | Norte: Maranchón | Noreste: Establés             |
| Oeste: Anquela del Ducado             |                  | Este: Corduente               |
| Suroeste: Anquela del Ducado y Cobeta | Sur: Cobeta      | Sureste: Torremocha del Pinar |

## Historia
Hacia mediados del siglo XIX, la localidad contaba con una población de 140 habitantes. Aparece descrita en el decimocuarto volumen del Diccionario geográfico-estadístico-histórico de España y sus posesiones de Ultramar de Pascual Madoz de la siguiente manera:

SELAS: l. con ayunt. en la prov. de Guadalajara (15 leg.), part. jud. de Molina (4), aud. terr. de Madrid (25), c g. de Castilla la Nueva, dióc. de Sigüenza (8). sit. en llano, con libre ventilacion y clima frio: tiene 80 casas; la consistorial con cárcel; escuela de instruccion primaria frecuentada por 40 alumnos; una igl. parr. matriz de la de Aragoncillo, servida por un cura y un sacristan. térm.: confina con los de Palmaces, Aragoncillo, Cobeta y Anquela del Ducado: dentro de él se encuentran infinidad de buenas fuentes y los desp. de Velilla, los Villarejos, los Casares y Sernas de la Solana. El terreno, bañado por el r. Mesa, participa de quebrado y llano, es bastante flojo: comprende un monte de roble y varias matas bajas, y un pinar, caminos: los que dirigen á los pueblos limitrofes y á la cab. del part., en la que se recibe y despacha el correo. prod.: trigo, centeno, cebada, avena, legumbres, leñas de combustible y buenos pastos, con los que se mantiene ganado lanar, cabrio y vacuno; abunda la caza de perdices, liebres, conejos, venados, corzos y algun jabali; hay pesca de barbos, truchas y cangrejos. ind.: la agrícola y un molino harinero. pobl.: 36 vec. 140 alm. cap. prod.: 1 004,000 rs. imp. 50,200. contr.: 2,840.
(Madoz, 1849, p. 163)

Fue uno de los municipios afectados por el incendio forestal de 2005 en el Alto Tajo.

## Demografía
Selas cuenta con una población de 35 habitantes (INE 2024).
| Gráfica de evolución demográfica de Selas entre 1842 y 2021                                                         |
| |
| Población de derecho según los censos de población del INE Población de hecho según los censos de población del INE |

## Galería de imágenes
Formaciones rocosas en el cercanías de Selas:

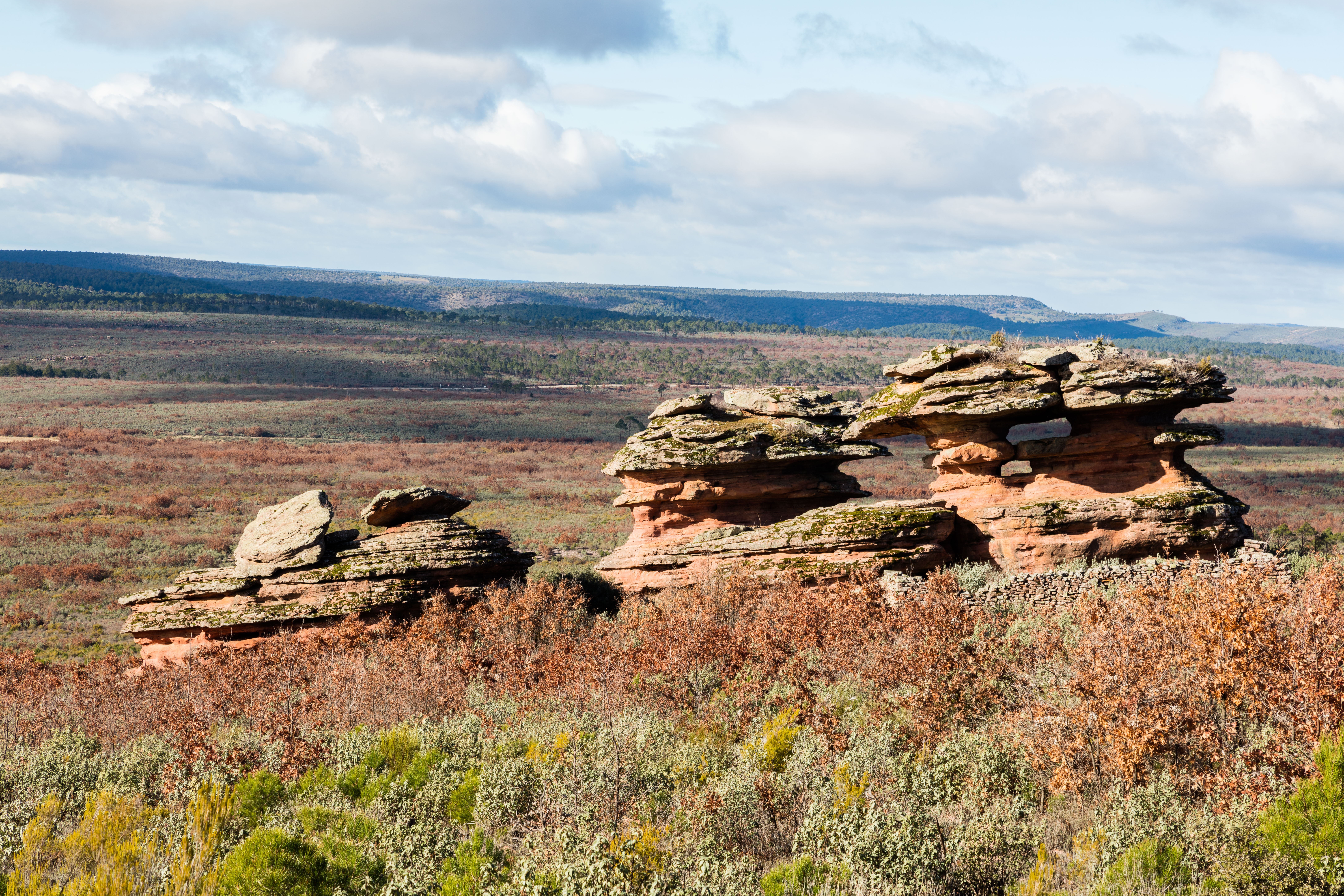
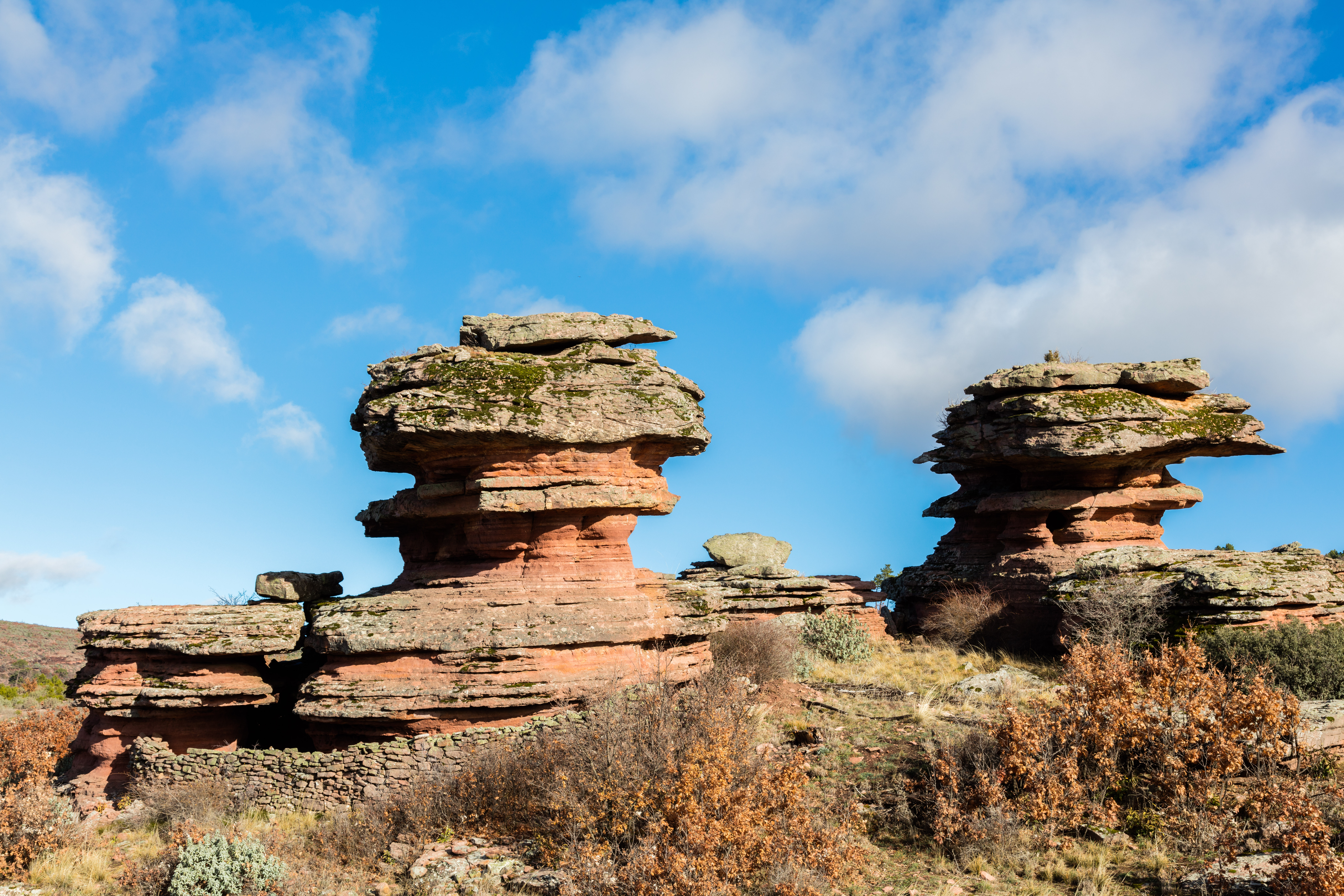
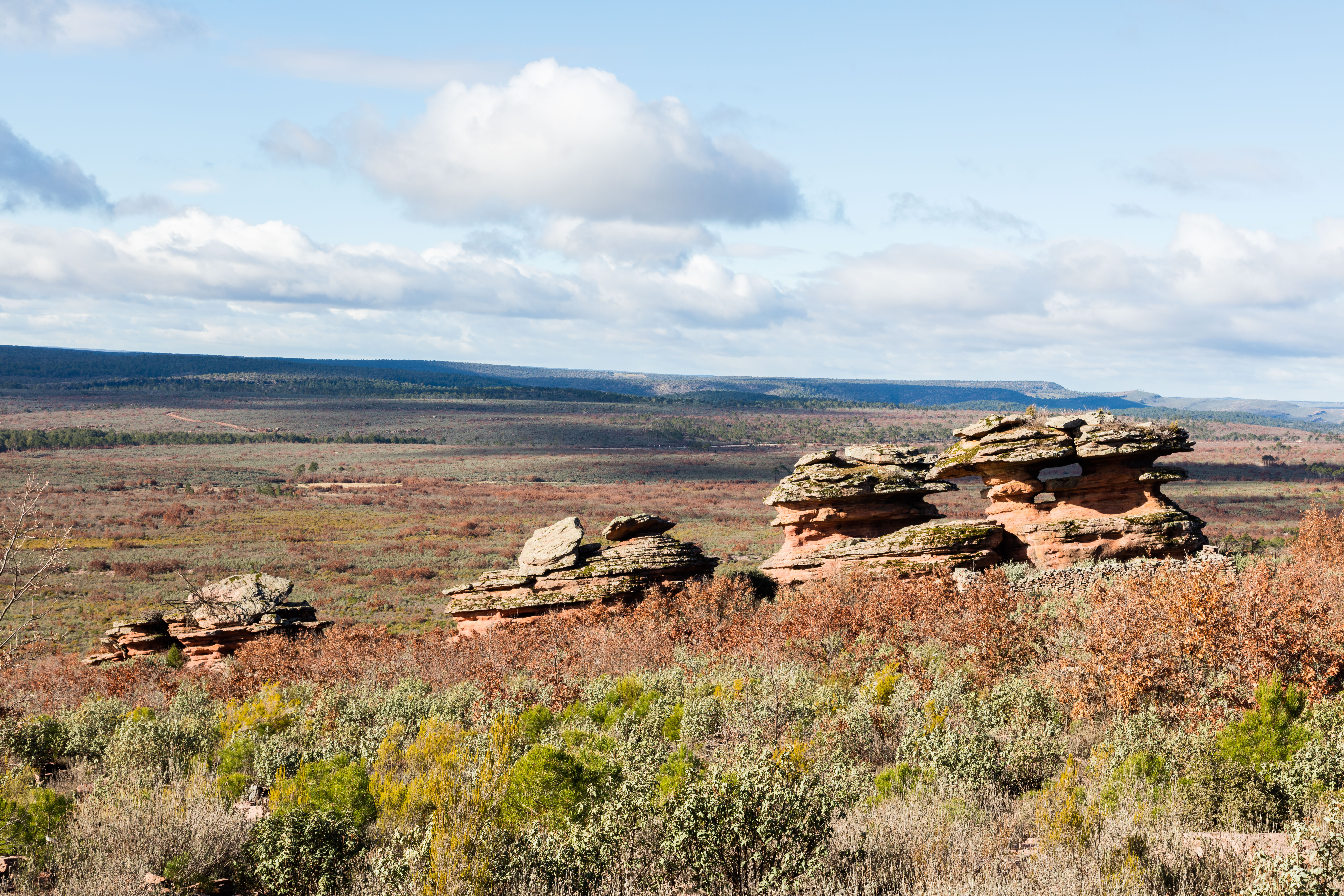
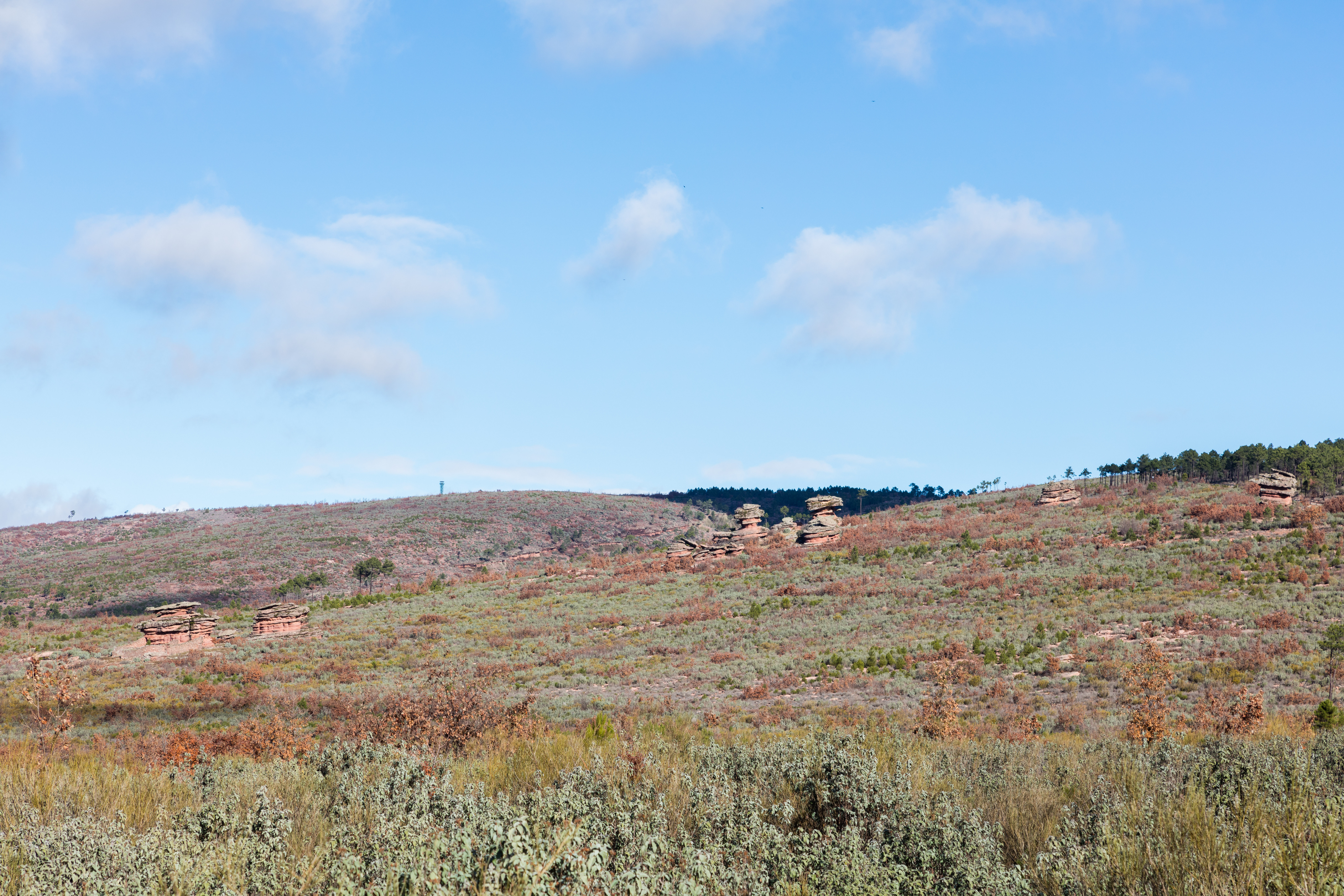
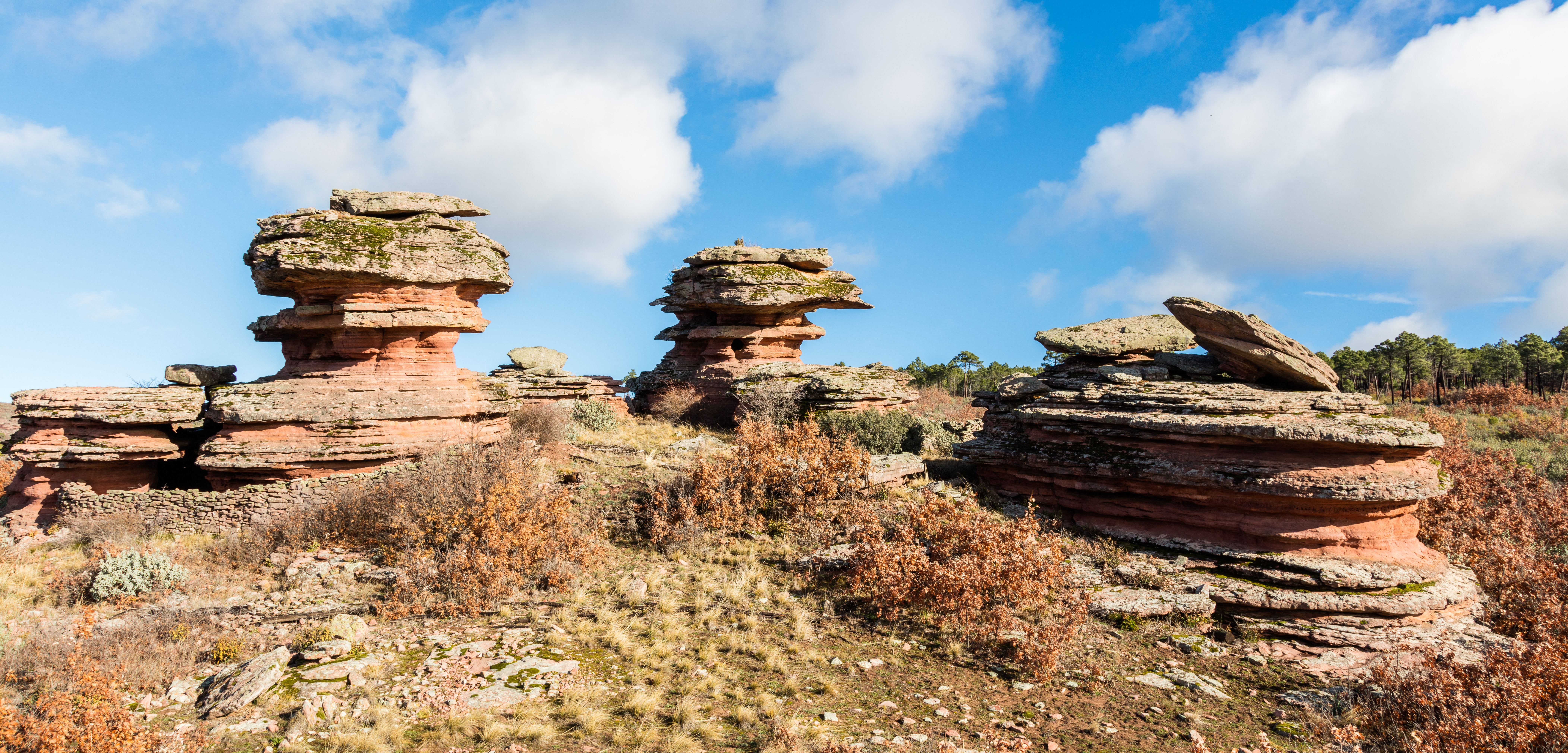

## Fiestas patronales
Las fiestas patronales son la Virgen de la Minerva, que varía la fecha ya que es siempre el viernes de la semana del Corpus Christi (entre mayo y junio) y 16 de agosto San Roque.